# 金剛大學
金剛大學（韓語：금강대학교）是一所韓國私立大學，位於忠清南道論山市上月面上月路552號。簡稱GGU。校名取自金剛護法。

## 歴史
- 2002年設立並開學
- 2012年新校舍竣工

## 設立理念
基於大韓民國的教育理念並結合佛教天台宗的思想基礎來教育學生。

## 學系
- 佛學系/社会福祉学系
- 全球经营/行政学系
- 教養學系

### 研究所
- 社會福利佛教學研究所（學士和碩博士）

## 姊妹校

### 國外
- 日本
  - 千叶大学
  - 神田外语大学
  - 目白大学
  - 东洋大学
  - 大正大學
  - 高知大學
  - 身延山大学（日语：身延山大学）

- 中国大陆
  - 北京大学
  - 北京外国语大学
  - 上海师范大学
  - 辽宁大学
  - 吉林師範大学
  - 吉林财经大学
  - 中国佛学院
  - 北京语言大学
  - 陕西师范大学

- 美国
  - 博伊西州立大学
  - 路易斯安那州门罗大学
  - 密西西比大学
  - 西来大学

- 加拿大
  - 不列顛哥倫比亞大學
  - 北英屬哥倫比亞大學

- 臺灣
  - 佛光大學
  - 華梵大學
  - 南华大学
  - 法鼓文理學院

- 巴基斯坦
  - 旁遮普大学
  - 真納大學

- 马来西亚
  - 马来亚大学

- 菲律賓
  - 宿霧医科大学（英语：Cebu Doctor's University）

- 新加坡
  - TMC学院（英語：TMC Academy）